# Матаскелекеле, Калкот
Калкот Матаскелекеле (англ. Kalkot Mataskelekele; род. 24 апреля 1949, Порт-Вила) — вануатский политик, 13-й президент Вануату с 16 августа 2004 по 16 августа 2009 года.
Матаскелекеле является адвокатом столицы Порт-Вила и первым главой государства Вануату, имеющим университетское образование. Был избран коллегией выборщиков, которая состоит из парламента и региональных президентов (получив 49 из 56 голосов), 16 августа 2004 года и присягнул в тот же день.
Он был кандидатом в президенты на выборах в апреле 2004 года и поддерживался правительством Эдварда Натапеи. Однако после нескольких безрезультативных раундов голосования в коллегии выборщиков ему было нанесено поражение Альфредом Мазенгом. После импичмента Мазенга и парламентских выборов, новое голосование прошло 12 августа 2004 года, однако окончилось безрезультативно и было повторено 16 августа. Несмотря на всеобщую уверенность в победе Матаскелекеле, он сталкивался с жёсткой оппозицией от Вилли Давида Саула и прежнего премьер-министра Дональда Калпокаса. В заключительном раунде голосования, Калкот Матаскелекеле нанёс поражение Саулу с результатом 49 против 7 голосов.